# Liste des empereurs moghols
 (juillet 2016).
Si vous disposez d'ouvrages ou d'articles de référence ou si vous connaissez des sites web de qualité traitant du thème abordé ici, merci de compléter l'article en donnant les références utiles à sa vérifiabilité et en les liant à la section « Notes et références ».
Les empereurs moghols règnent sur l'Empire moghol du début du XVIe siècle au milieu du XIXe siècle. Descendants des Timourides, ces souverains musulmans règnent sur une grande partie du sous-continent indien et de l'Afghanistan de la fondation de l'empire par Babur, en 1526, jusqu'à la déposition de Muhammad Bahâdur Shâh par les Britanniques, en 1857.

## Liste des empereurs
| Portrait                                                                          | Nom de règne                      | Nom de naissance                                                                       | Naissance         | Début de règne    | Fin de règne      | Date de décès     | Notes |
| --------------------------------------------------------------------------------- | --------------------------------- | -------------------------------------------------------------------------------------- | ----------------- | ----------------- | ----------------- | ----------------- | --- |
| Babur                                                                             | Babur بابر                        | Zahir-ud-din Muhammad زاهر الدین محمد                                                  | 23 février 1483   | 30 avril 1526     | 26 décembre 1530  | 26 décembre 1530  | - Descendant de Tamerlan. - Sa victoire à la première bataille de Panipat marque traditionnellement la naissance de l'Empire moghol.                  |
|                                                                                   | Humâyûn همایون                    | Nasir-ud-din Muhammad Humayun نصر الدین محمد همایون                                    | 17 mars 1508      | 26 décembre 1530  | 17 mai 1540       | 27 janvier 1556   | - Fils de Babur. - Il est vaincu et chassé du pouvoir par Sher Shah Suri.                                                                             |
| La dynastie Suri supplante les Moghols dans le Nord de l'Inde pendant quinze ans. |                                   |                                                                                        |                   |                   |                   |                   | |
|                                                                                   | Humâyûn همایون                    | Nasir-ud-din Muhammad Humayun نصر الدین محمد همایون                                    | 17 mars 1508      | 22 février 1555   | 27 janvier 1556   | 27 janvier 1556   | - Il profite du chaos suscité par la mort de Islam Shah Suri, le fils de Sher Shah Suri, pour rétablir la domination moghole.                         |
|                                                                                   | Akbar اکبر                        | Jalal-ud-din Muhammad جلال الدین محمد اکبر                                             | 14 octobre 1542   | 27 janvier 1556   | 27 octobre 1605   | 27 octobre 1605   | - Fils de Humâyûn. |
|                                                                                   | Jahângîr جاهانقير                 | Nur-ud-din Muhammad Salim نور الدین محمد سلیم                                          | 20 septembre 1569 | 15 octobre 1605   | 8 novembre 1627   | 8 novembre 1627   | - Fils d'Akbar. |
| Shâh Jahân                                                                        | Shâh Jahân شاه جاهان              | Shahab-ud-din Muhammad Khurram شهاب الدین محمد خرم                                     | 5 janvier 1592    | 8 novembre 1627   | 2 août 1658       | 22 janvier 1666   | - Fils de Jahângîr. - Il est chassé du pouvoir par son fils Aurangzeb.                                                                                |
| Aurangzeb                                                                         | Alamgir Ier عالمگیر               | Muhy-ud-din Muhammad Aurangzeb محی الدین محمد اورنگزیب                                 | 4 novembre 1618   | 31 juillet 1658   | 3 mars 1707       | 3 mars 1707       | - Fils de Shâh Jahân. |
| Azam Shâh                                                                         | Azam Shâh (en) اعظم شاه           | Abu'l Faaiz Qutb-ud-Din Muhammad Azam ابو الفائز قطب الدین محمد اعظم                   | 28 juin 1653      | 14 mars 1707      | 8 juin 1707       | 8 juin 1707       | - Fils d'Aurangzeb. - Vaincu et tué par son demi-frère Bahâdur Shâh.                                                                                  |
| Bahâdur Shâh                                                                      | Bahâdur Shâh بهادر شاه            | Qutb ud-Din Muhammad Mu'azzam قطب الدین محمد معزام                                     | 14 octobre 1643   | 19 juin 1707      | 27 février 1712   | 27 février 1712   | - Fils d'Aurangzeb. |
| Jahandar Shâh                                                                     | Jahandar Shâh جهاندار شاه         | Ma'az-ud-Din Jahandar Shah Bahadur معز الدین جهاندار شاه بهادر                         | 9 mai 1661        | 27 février 1712   | 11 février 1713   | 12 février 1713   | - Fils de Bahâdur Shâh. - Il est vaincu et assassiné par son neveu Farrukhsiyâr.                                                                      |
| Farrukhsiyâr                                                                      | Farrukhsiyâr فرخ سیر              | Farrukhsiyâr فرخ سیر                                                                   | 20 août 1685      | 11 janvier 1713   | 28 février 1719   | 29 avril 1719     | - Petit-fils de Bahâdur Shâh, neveu de Jahandar Shâh. - Il est déposé par les frères Sayyid (en) et assassiné peu après.                              |
| Rafi ud-Darajat                                                                   | Rafi ud-Darajat رفیع اُد درجات     | Rafi ud-Darajat رفیع اُد درجات                                                          | 30 novembre 1699  | 28 février 1719   | 6 juin 1719       | 9 juin 1719       | - Petit-fils de Bahâdur Shâh, cousin germain de Farrukhsiyâr. - Il est placé sur le trône par les frères Sayyid (en).                                 |
| Shah Jahan II                                                                     | Shâh Jahân II شاه جهان دوم        | Rafi ud-Daulah شاه جهان دوم                                                            | juin 1696         | 6 juin 1719       | 19 septembre 1719 | 19 septembre 1719 | - Frère de Rafi ud-Darajat. - Il est placé sur le trône par les frères Sayyid (en).                                                                   |
| Muhammad Shâh                                                                     | Muhammad Shâh محمد شاه            | Roshan Akhtar Bahadur روشن اختر بهادر                                                  | 17 août 1702      | 27 septembre 1719 | 26 avril 1748     | 26 avril 1748     | - Petit-fils de Bahâdur Shâh. - Il est placé sur le trône par les frères Sayyid (en), mais parvient à les faire assassiner en 1720.                   |
| Ahmad Shâh Bahâdur                                                                | Ahmad Shâh Bahâdur احمد شاه بهادر | Ahmad Shah Bahadur احمد شاه بهادر                                                      | 23 décembre 1725  | 26 avril 1748     | 2 juin 1754       | 1er janvier 1775  | - Fils de Muhammad Shâh. |
| Alamgir II                                                                        | Alamgir II عالمگیر دوم            | Aziz-ud-din عزیز اُلدین                                                                 | 6 juin 1699       | 2 juin 1754       | 29 novembre 1759  | 29 novembre 1759  | - Deuxième fils de Jahandar Shâh. - Il est placé sur le trône par Feroze Jung III (en).                                                               |
| Shah Jahan III                                                                    | Shah Jahan III شاه جهان سوم       | Muhi-ul-millat محی اُلملت                                                               | 1711              | 10 décembre 1759  | 10 octobre 1760   | 1772              | - Arrière-petit-fils d'Aurangzeb par une branche cadette. - Il est placé sur le trône par Feroze Jung III (en), puis détrôné moins d'un an plus tard. |
| Shah Alam II                                                                      | Shah Alam II شاه عالم دوم         | Ali Gauhar علی گوهر                                                                    | 25 juin 1728      | 24 décembre 1759  | 19 novembre 1806  | 19 novembre 1806  | - Fils d'Alamgir II. - Il est tour à tour soumis aux Britanniques et aux Marathes.                                                                    |
| Akbar Shah II                                                                     | Akbar Shah II اکبر شاه دوم        | Mirza Akbar مرزا اکبر                                                                  | 22 avril 1760     | 19 novembre 1806  | 28 septembre 1837 | 28 septembre 1837 | - Fils de Shah Alam II. - Il n'est guère plus qu'un roi fantoche soumis aux Britanniques.                                                             |
| Bahadur Shah II                                                                   | Bahadur Shah II بهادر شاه دوم     | Abu Zafar Sirajuddin Muhammad Bahadur Shah Zafar ابو ظفر سراج اُلدین محمد بهادر شاه ظفر | 24 octobre 1775   | 28 septembre 1837 | 14 septembre 1857 | 7 novembre 1862   | - Fils d'Akbar II. - Il est déposé et exilé en Birmanie après l'échec de la révolte des cipayes.                                                      |

## Arbre généalogique simplifié
- Babur (1483-1530)
  - Humâyûn (1508-1556)
    - Akbar (1542-1605)
      - Jahângîr (1569-1627)
        - Shâh Jahân (1592-1666)
          - Dârâ Shikôh (1615-1659)
          - Aurangzeb (1618-1707)
            - Bahâdur Shâh (1643-1712)
              - Jahandar Shâh (1661-1713)
                - Alamgir II (1699-1759)
                  - Shah Alam II (1728-1806)
                    - Akbar Shah II (1760-1837)
                      - Bahadur Shah II (1775-1862)

              - Azim-ush-Shan (en) (1664-1712)
                - Farrukhsiyâr (1685-1719)

              - Rafi-ush-Shan (en) (mort en 1712)
                - Shâh Jahân II (1696-1719)
                - Rafi ud-Darajat (1699-1719)
                - Mohammed Ibrahim (1703-1720)

              - Jahan Shah (en) (1673-1712)
                - Muhammad Shâh (1702-1748)
                  - Ahmad Shâh (1725-1775)

            - Muhammad Azam Shah (en) (1653-1707)